# كورت بريت
كورت بريت (6 يونيو 1892 – 30 مايو 1918) هو سبّاح من القيصرية الألمانية راحل، مثّل بلاده في الألعاب الأولمبية الصيفية 1912.

## روابط خارجية
كورت بريت على موقع أوليمبيديا (الإنجليزية)